# Pseudoleskeopsis acutissima
Pseudoleskeopsis acutissima là một loài Rêu trong họ Leskeaceae. Loài này được Broth. mô tả khoa học đầu tiên năm 1918.